# Gliese 436
Gliese 436 là một sao lùn đỏ cách hệ Mặt Trời khoảng 31,8 năm ánh sáng (9,7 parsec) nằm trong chòm sao hoàng đạo Sư Tử. Nó có cấp sao biểu kiến là 10,67, quá mờ nhạt để nhìn bằng mắt thường. Tuy nhiên, nó có thể được nhìn thấy với một kính thiên văn khiêm tốn với khẩu độ 2,4 in (6 cm). Năm 2004, sự tồn tại của một hành tinh ngoài hệ Mặt Trời, Gliese 436b, đã được xác minh là quay quanh ngôi sao này. Hành tinh này sau đó được phát hiện là quá cảnh qua ngôi sao chủ của nó.

## Tính chất
Gliese 436 là một ngôi sao thuộc nhóm M2.5V, có nghĩa là nó là một sao lùn đỏ. Các mô hình sao cho kích thước ước tính khoảng 42% bán kính của Mặt Trời. Mô hình tương tự dự đoán rằng bầu khí quyển bên ngoài có nhiệt độ hiệu dụng là 3.318 K, tạo cho nó màu đỏ cam của một ngôi sao loại M. Những ngôi sao nhỏ như thế này tạo ra năng lượng với tốc độ thấp, chỉ cung cấp cho nó 2,5% độ sáng của Mặt Trời.
Gliese 436 già hơn Mặt Trời vài tỷ năm và nó có rất nhiều nguyên tố nặng (với khối lượng lớn hơn heli-4) bằng 48% của Mặt Trời. Vận tốc tự quay khả kiến là 1,0 km/s, và quyển màu có mức độ hoạt động từ tính thấp. Gliese 436 là thành viên của "quần thể đĩa cổ" với các thành phần vận tốc trong hệ tọa độ thiên hà là U=+44, V=20 và W=+20 km/s.

## Hệ hành tinh
Ngôi sao này có một hành tinh đã biết quay quanh, được đặt tên là Gliese 436 b. Hành tinh này có chu kỳ quỹ đạo là 2,6 ngày Trái Đất và quá cảnh ngôi sao khi nhìn từ Trái Đất. Nó có khối lượng gấp 22,2 khối lượng Trái Đất và đường kính khoảng 55.000 km, tạo cho nó một khối lượng và bán kính tương tự như các hành tinh khổng lồ băng là Sao Thiên Vương và Sao Hải Vương trong hệ Mặt Trời. Nói chung, các phép đo phổ Doppler không đo được khối lượng thực của hành tinh, mà thay vào đó là đo m sin i, trong đó m là khối lượng thực và i là độ nghiêng của quỹ đạo (góc giữa đường ngắm thẳng và vectơ vuông góc với mặt phẳng quỹ đạo của hành tinh), một đại lượng thường không rõ. Tuy nhiên, đối với Gliese 436 b, các lần quá cảnh cho phép xác định độ nghiêng, vì chúng cho thấy mặt phẳng quỹ đạo của hành tinh rất gần với đường ngắm (nghĩa là độ nghiêng gần 90 độ). Do đó khối lượng được đưa ra là khối lượng thực tế. Hành tinh này được cho là phần lớn bao gồm các loại băng nóng với lớp vỏ ngoài là hydro và heli, và được gọi là "Sao Hải Vương nóng".
Quỹ đạo của GJ 436 b có thể bị lệch với sự tự quay của ngôi sao. Ngoài ra, quỹ đạo của hành tinh là lệch tâm. Do các lực thủy triều có xu hướng làm tròn quỹ đạo của hành tinh trong thang thời gian ngắn, điều này cho thấy Gliese 436 b đang bị nhiễu loạn bởi một hành tinh bổ sung quay quanh ngôi sao.
| Thiên thể đồng hành (thứ tự từ ngôi sao ra) | Khối lượng       | Bán trục lớn (AU) | Chu kỳ quỹ đạo (ngày) | Độ lệch tâm     | Độ nghiêng     | Bán kính       |
| ------------------------------------------- | ---------------- | ----------------- | --------------------- | --------------- | -------------- | -------------- |
| b                                           | 2136+020 −021 M🜨 | 0,028±0,01        | 2,64388±0,00006       | 0152+0009 −0008 | 8580+025 −021° | 4,33 ± 0,18 R🜨 |

### Hành tinh thứ hai có thể
Năm 2008, một hành tinh thứ hai, được đặt tên là "Gliese 436 c" được người ta tuyên bố là đã phát hiện, với chu kỳ quỹ đạo là 5,2 ngày và bán trục chính quỹ đạo là 0,045 AU. Hành tinh này được cho là có khối lượng khoảng 5 lần khối lượng Trái Đất và có bán kính lớn hơn khoảng 1,5 lần so với Trái Đất. Do kích thước của nó, hành tinh này được cho là một hành tinh đất đá. Nó được các nhà khoa học Tây Ban Nha công bố vào tháng 4 năm 2008 bằng cách phân tích ảnh hưởng của nó trên quỹ đạo của Gliese 436 b. Phân tích sâu hơn cho thấy chiều dài quá cảnh của hành tinh bên trong không thay đổi, một tình huống loại bỏ hầu hết các cấu hình có thể có cho hệ thống này. Ngoài ra, nếu nó có quỹ đạo ở các tham số này, hệ thống sẽ chỉ là quỹ đạo "không ổn định" trên biểu đồ Tương tác Hành tinh Mở rộng Lưu trữ ngày 5 tháng 5 năm 2016 tại Wayback Machine của UA. Do đó, sự tồn tại của "Gliese 436 c" này được coi là không thể xảy ra, và khám phá này cuối cùng đã bị rút lại tại hội nghị Hành tinh Quá cảnh ở Boston, 2008 
Mặc dù rút lại, các nghiên cứu kết luận rằng khả năng có thêm một hành tinh quay quanh Gliese 436 vẫn có lý. Với sự trợ giúp của lần quá cảnh không được để ý được tự động ghi lại tại NMSU vào ngày 11 tháng 1 năm 2005 và các quan sát của các nhà thiên văn nghiệp dư, đã có ý kiến cho rằng có xu hướng làm tăng độ nghiêng quỹ đạo của Gliese 436 b, mặc dù xu hướng này vẫn chưa được xác nhận. Xu hướng này tương thích với sự nhiễu loạn bởi một hành tinh có khối lượng nhỏ hơn 12 lần khối lượng Trái Đất trên quỹ đạo trong khoảng 0,08 AU của ngôi sao.

### Hai ứng cử viên Trái Đất
Vào tháng 7 năm 2012, NASA thông báo rằng các nhà thiên văn học tại Đại học Trung Florida, sử dụng Kính thiên văn vũ trụ Spitzer, tin tưởng mạnh mẽ rằng họ đã quan sát được một hành tinh thứ hai. Hành tinh ứng cử viên này đã được định danh sơ bộ là UCF-1.01, theo cách đặt tên của Đại học Trung Florida. Nó được đo có bán kính khoảng 2/3 so với Trái Đất và giả sử có mật độ giống Trái Đất 5,5 g/cm³, được ước tính có khối lượng 0,3 lần Trái Đất và trọng lực bề mặt khoảng 2/3 của Trái Đất. Nó quay quanh khoảng cách 0,0185 AU từ ngôi sao, cứ sau 1,3659 ngày. Các nhà thiên văn học cũng tin rằng họ đã tìm thấy một số bằng chứng cho một ứng cử viên hành tinh bổ sung, UCF-1.02, có kích thước tương tự, mặc dù với chỉ một phát hiện quá cảnh thì quỹ đạo của nó là không rõ. Các quan sát tiếp theo với Kính viễn vọng Không gian Hubble cũng như phân tích lại dữ liệu Spitzer không thể xác nhận các hành tinh này.